# 水蒸気改質
水蒸気改質（すいじょうきかいしつ、steam reforming）は炭化水素や石炭から水蒸気を用いて水素を製造する方法である。水蒸気変成（すいじょうきへんせい、steam reforming）、水素改質（すいそかいしつ、hydrogen reforming）、接触酸化（せっしょくさんか、catalytic oxidation）とも呼ばれ、工業的には主要な水素製造法である。小規模な水蒸気改質装置は現在、水素を燃料電池へ供給する手段として実用化された(例:エネファーム)ほか、大規模なものではトリプルコンバインド発電といった次世代火力発電へ向けた研究も進んでいる。

## 工業的改質
水蒸気メタン改質（steam methane reforming、SMR）とも呼ばれる天然ガスの水蒸気改質は、工業的なアンモニア合成に使われる水素の他、商用向けに大量の水素を製造する最大の方法である。また、その方法は最も安価な方法である。高温(500 - 1100 ℃)において金属触媒が存在すると、水蒸気はメタンと反応し、一酸化炭素と水素が得られる。
{\displaystyle {\ce {CH4 + H2O ->CO + 3 H2}}} {\displaystyle {\rm {-206_{.}1kJ/mol}}}
米国では年間900万トンの水素を製造し、そのほとんどが天然ガスの水蒸気改質によるものである。2004年に水蒸気改質から得られた水素を用いたアンモニアの世界的な生産量は1億900万トンだった。
このSMR法はナフサの接触改質や、ハイオクガソリンと共にかなりの量の水素を作り出す石油精製プロセスとは全く異なる。
大量のエチレンは、大きな炭化水素を小さな分子へ分解する（すなわち、改質する）スチームクラッキングと呼ばれる無触媒過程により製造される。2003年には、様々な炭化水素（エタン、LPG、ナフサ、重油）のスチームクラッキングによって世界中で9700万トンのエチレンが製造された。

## 燃料電池への供給
液体炭化水素の水蒸気改質は燃料電池へ燃料を供給できる方法であると考えられている。基本的な考えは例えば、メタノールタンクと水蒸気改質ユニットが、大きな高圧水素タンクに取って代わるだろうということだ。これは水素自動車に付随する航続距離と燃料流通の問題を緩和するかもしれない。
発電へのこのアプローチはいくつかの利益をもたらす。
- 水蒸気改質は化石ベースの燃料以外に、バイオエタノールやバイオディーゼルのようなCO2ニュートラルな液体炭化水素燃料を利用できるため、グリーンな水素を製造することができる。
- 小規模な改質装置はガソリンスタンドを水素ステーションに転換するような現在の炭化水素インフラの転換がなくても比較的低コストで流通させることができる。
- 燃料電池と接合させた時、そのような燃料供給所は自動車の燃料補給のための水素供給に加えて、近隣に非常用電源を提供することができる。

また、この技術に関連したいくつかの課題がある。
- 改質反応は高温で起こるため、温度が上がるまでに時間がかかり、始動が遅くなる。また、高温に耐えうる材料を必要とする。
- 燃料中に存在する硫黄化合物はある種の触媒を汚染するため、普通のガソリンシステムからこのタイプのシステムを運用しにくくしている。いくつかの新しい技術は硫黄への耐性のある触媒を用いることでこの課題を乗り越えた。
- 多くの燃料電池は硫黄に被毒するため、どのみちppbオーダの脱硫が必要になる。
- 反応装置から生成される一酸化炭素は燃料電池を汚染するため、複雑な一酸化炭素除去装置の組み込みが必要になる。
- 反応過程の熱量効率は水素製造の純粋さによって70 - 85 %LHVの間である。
- コストと耐久性の点から見ると、改質装置をベースにしたシステムにとっての最も大きな問題は燃料電池自身に残っている。透過の役割に使用されるであろう装置である高分子電解質膜燃料電池の中に使われている触媒の白金は、燃料中の改質装置では完全に取り除くことができない一酸化炭素にも非常に敏感である。膜は一酸化炭素によって汚染され、性能が低下する。
- 触媒は非常に高価である。

ただし、SOFC(固体酸化物燃料電池)の場合、高価な白金触媒が不要であったり、一酸化炭素も燃料として用いることができるなど、燃料電池側の対策で多くの問題を解決できる。
これらの課題を抱えていても、改質 - 燃料電池システムは将来、電気自動車や家庭、ビジネスで利用するシステムとして未だに研究されている。理想的なシステムは、天然ガスやガソリン、軽油のような既存の燃料で動くことができるシステムであるが、長い目で見るとバイオエタノールやバイオディーゼルのような再生可能な液体燃料が望ましい。全体的に見て、水素燃料を作り、輸送し、保管するコストが一番の問題である。

## 化学反応
炭化水素に対する水蒸気改質および水素生成は以下の化学反応となる。
{\displaystyle {\ce {{C_{n}H_{m}}+nH2O->{nCO}+(m/2+n)H2}}}
エタノールやメタノール等を用いても反応を行える。
{\displaystyle {\ce {C2H5OH + 3H2O -> 6H2 + 2CO2}}} {\displaystyle {\rm {-174kJ/mol}}}
{\displaystyle {\ce {CO + H2O <=> CO2 + H2}}} {\displaystyle {\rm {+41_{.}2kJ/mol}}}
前者の反応式（水蒸気改質）は大きな吸熱反応で、後者（水性ガスシフト反応）を合わせても吸熱反応である。
触媒としてニッケルや酸化ニッケルが用いられるが、水蒸気が一酸化炭素に対し量論比でおよそ3を下回ると触媒上にカーボンが析出し、触媒を失活させることとなる。この水蒸気と一酸化炭素の量論比をS/C比と呼ぶ。
この反応は 1000 ℃程度で運転しなければ商業生産できる反応速度を得られない。しかし、加熱コストやその後のプロセスにおける熱回収のコストなどを踏まえ、より低い温度でも早く反応する触媒の開発が急がれている。
ただしSOFC(固体酸化物燃料電池)は作動温度が700～1000℃ほどであるため、現状の反応でも相性がよく、電気に変換できなかった分の熱損失を加熱や改質反応に使用することで外部熱源を不要とし総合的なエネルギー効率を高められる。

### 高次炭化水素の改質
ガソリンや軽油、灯油など凡そほとんどすべての液体燃料は炭素数が多いため、炭化水素を反応させると特にカーボンを生成しやすく、様々な対策が必要となる。
具体的には次のような解決策が挙げられる。
- 低級炭化水素への予備改質
- S/C比の増強[7]
- 燃料の完全な気化[8][7]
- 触媒の温度及び内部の温度勾配の制御 (入口を冷たく、出口に向かって熱くする)[8][7]

基本的には、予備改質を経ずとも後者3つの対策を徹底していれば任意の炭化水素でカーボンの析出なく改質を行える。